# Simen Wangberg
Simen Søraunet Wangberg (Trondheim, 6 maggio 1991) è un ex calciatore norvegese, di ruolo difensore.

## Carriera

### Club
Wangberg è arrivato nelle giovanili del Rosenborg nel 2008, proveniente dal Nidelv. Precedentemente all'inizio della stagione 2009, è diventato un membro fisso della prima squadra. Il 10 maggio 2009, ha esordito con la maglia del Rosenborg nella partita di Coppa di Norvegia disputata contro il Gjøvik e conclusasi con una vittoria in trasferta per 0-4. Il 13 settembre dello stesso anno, ha debuttato nell'Eliteserien sostituendo Marek Sapara nei minuti finali della sfida contro lo Stabæk, conclusasi poi con un successo per 2-1. Sempre nel corso del 2009, ha collezionato altre 2 presenze in campionato, arrivando ad un totale di 3 e guadagnandosi così la medaglia per la vittoria finale del Rosenborg nella lega norvegese.
Nel campionato successivo, ha totalizzato 2 apparizioni da titolare, contro Molde e Strømsgodset, terminate rispettivamente con una vittoria per 3-1 ed un pareggio per 1-1. Il 25 agosto 2010 ha esordito in Champions League, sebbene nella fase preliminare dell'edizione 2010-2011, contro il Copenaghen, partita nella quale il suo Rosenborg è stato sconfitto per 1-0. Partito da titolare, è stato sostituito all'inizio del secondo tempo da Roar Strand.
Il 7 aprile 2011 è passato in prestito al Ranheim, in 1. divisjon. Ha esordito da titolare nel successo per 0-1 sul campo dell'HamKam. Rientrato al Rosenborg, vi è rimasto in forza per un altro anno.
Il 13 agosto 2012, Wangberg è passato al Brann a titolo definitivo, legandosi al nuovo club con un contratto della durata di due anni e mezzo. Ha esordito con questa maglia il 24 agosto, schierato titolare nella sconfitta per 1-0 in casa dell'Odd Grenland. Il 2 settembre successivo ha realizzato la prima rete, nella vittoria per 4-1 sul Molde. Wangberg è restato al Brann per un anno e mezzo, totalizzando 20 presenze e una rete tra campionato e coppa.
L'8 febbraio 2014, il Tromsø ha ufficializzato sul proprio sito l'ingaggio del giocatore. Il 6 aprile ha esordito con questa maglia, nella vittoria per 0-2 in casa del Fredrikstad. Il 31 agosto 2014 ha siglato la prima rete in campionato con questa casacca, contribuendo al successo per 0-3 sul campo dell'Alta. Il 26 ottobre 2014, il Tromsø ha fatto ufficialmente ritorno in Eliteserien con la vittoria casalinga per 1-0 contro il Fredrikstad, classificandosi matematicamente al secondo posto con un turno d'anticipo.
L'11 marzo 2016 ha rinnovato il contratto che lo legava al Tromsø fino al 2018. Il 5 dicembre 2018 ha ulteriormente prolungato il contratto con il club, fino al 31 dicembre 2021.
Il 5 maggio 2021, lo Stabæk ha reso noto l'ingaggio di Wangberg, che ha firmato un contratto valido fino al 31 dicembre 2023 con il nuovo club. Si è ritirato dal calcio professionistico al termine di questo accordo.

### Nazionale
Wangberg ha giocato 5 incontri nel tra il 2008 ed il 2009 per la Norvegia under 17. Sempre nel 2009, ha esordito con la Norvegia under 19, nella sfida contro il Kazakistan under 19, vinta dagli scandinavi per 2-0. Alla seconda apparizione, è andato a segno nel 5-0 ai danni di Andorra under 19. Il 7 maggio 2013, è stato incluso nella lista provvisoria consegnata all'UEFA dal commissario tecnico Tor Ole Skullerud in vista del campionato europeo Under-21 2013. Il 22 maggio, il suo nome è stato però escluso dai 23 calciatori scelti per la manifestazione.

## Statistiche

### Presenze e reti nei club
Statistiche aggiornate al 14 febbraio 2024.
| Stagione         | Club             | Campionato       | Campionato | Campionato | Coppe nazionali | Coppe nazionali | Coppe nazionali | Coppe continentali | Coppe continentali | Coppe continentali | Supercoppe | Supercoppe | Supercoppe | Totale | Totale |
| Stagione         | Club             | Comp             | Pres       | Reti       | Comp            | Pres            | Reti            | Comp               | Pres               | Reti               | Comp       | Pres       | Reti       | Pres   | Reti   |
| ---------------- | ---------------- | ---------------- | ---------- | ---------- | --------------- | --------------- | --------------- | ------------------ | ------------------ | ------------------ | ---------- | ---------- | ---------- | ------ | ------ |
| 2009             | Rosenborg        | ES               | 3          | 0          | CN              | 2               | 0               | UEL                | 0                  | 0                  | -          | -          | -          | 5      | 0      |
| 2010             | Rosenborg        | ES               | 3          | 0          | CN              | 1               | 0               | UCL+UEL            | 1+0                | 0                  | SN         | 0          | 0          | 5      | 0      |
| 2011             | Rosenborg        | ES               | 0          | 0          | CN              | 0               | 0               | UCL                | 0                  | 0                  | -          | -          | -          | 0      | 0      |
| apr.-mag. 2011   | Ranheim          | 1D               | 6          | 0          | CN              | 3               | 0               | -                  | -                  | -                  | -          | -          | -          | 9      | 0      |
| giu.-dic. 2011   | Rosenborg        | ES               | 8          | 1          | CN              | 2               | 0               | UCL                | 4+1                | 0                  | -          | -          | -          | 8      | 0      |
| gen.-ago. 2012   | Rosenborg        | ES               | 10         | 0          | CN              | 4               | 0               | UEL                | 3                  | 0                  | -          | -          | -          | 17     | 0      |
| Totale Rosenborg | Totale Rosenborg | Totale Rosenborg | 24         | 1          |                 | 9               | 0               |                    | 8                  | 0                  |            | 0          | 0          | 41     | 1      |
| ago.-dic. 2012   | Brann            | ES               | 10         | 1          | CN              | 1               | 0               | -                  | -                  | -                  | -          | -          | -          | 11     | 1      |
| 2013             | Brann            | ES               | 9          | 0          | CN              | 0               | 0               | -                  | -                  | -                  | -          | -          | -          | 9      | 0      |
| Totale Brann     | Totale Brann     | Totale Brann     | 19         | 1          |                 | 1               | 0               |                    | -                  | -                  |            | -          | -          | 20     | 1      |
| 2014             | Tromsø           | 1D               | 30         | 2          | CN              | 3               | 0               | UEL                | 4                  | 3                  | -          | -          | -          | 37     | 5      |
| 2015             | Tromsø           | ES               | 29         | 0          | CN              | 0               | 0               | -                  | -                  | -                  | -          | -          | -          | 29     | 0      |
| 2016             | Tromsø           | ES               | 26         | 2          | CN              | 3               | 0               | -                  | -                  | -                  | -          | -          | -          | 29     | 2      |
| 2017             | Tromsø           | ES               | 27         | 6          | CN              | 2               | 0               | -                  | -                  | -                  | -          | -          | -          | 29     | 6      |
| 2018             | Tromsø           | ES               | 25         | 2          | CN              | 2               | 0               | -                  | -                  | -                  | -          | -          | -          | 27     | 2      |
| 2019             | Tromsø           | ES               | 24         | 2          | CN              | 1               | 0               | -                  | -                  | -                  | -          | -          | -          | 25     | 2      |
| 2020             | Tromsø           | 1D               | 26         | 0          | -               | -               | -               | -                  | -                  | -                  | -          | -          | -          | 26     | 0      |
| Totale Tromsø    | Totale Tromsø    | Totale Tromsø    | 187        | 14         |                 | 11              | 0               |                    | 4                  | 3                  |            | -          | -          | 202    | 17     |
| 2021             | Stabæk           | ES               | 26         | 3          | CN              | 1               | 0               | -                  | -                  | -                  | -          | -          | -          | 27     | 3      |
| 2022             | Stabæk           | 1D               | 28         | 2          | CN              | 2               | 0               | -                  | -                  | -                  | -          | -          | -          | 30     | 2      |
| 2023             | Stabæk           | ES               | 13         | 2          | CN              | 0               | 0               | -                  | -                  | -                  | -          | -          | -          | 13     | 2      |
| Totale Stabæk    | Totale Stabæk    | Totale Stabæk    | 67         | 7          |                 | 3               | 0               |                    | -                  | -                  |            | -          | -          | 70     | 7      |
| Totale           | Totale           | Totale           | 303        | 23         |                 | 27              | 0               |                    | 12                 | 3                  |            | 0          | 0          | 342    | 26     |

## Palmarès

### Competizioni giovanili
- Norgesmesterskapet G19: 1

Rosenborg: 2009

### Competizioni nazionali
- Campionato norvegese: 2

Rosenborg: 2009, 2010
- Superfinalen: 1

Rosenborg: 2010